# Tschernobyl (Das letzte Signal)
Tschernobyl (Das letzte Signal) ist ein Protestlied des deutschen Musikprojektes Wolf Maahn & Unterstützung. Das Stück erschien 1986 kurz nach der Nuklearkatastrophe von Tschernobyl als Benefiz-Single zugunsten der Anti-Atomkraft-Bewegung in Deutschland.

## Entstehung und Artwork
Bei Wolf Maahn & Unterstützung handelt es sich um ein einmaliges Musikprojekt, das vom Initiator Wolf Maahn zugunsten des gewaltfreien Widerstandes gegen Atomkraft ins Leben gerufen wurde. Die Gesamterlöse aus dem Singleverkauf (Autoren-, Künstler- und Verlagsrechte) gingen an den Verein Aktiv gegen Strahlung e.V. für unabhängige Strahlenmess-Stationen in der Bundesrepublik Deutschland und West-Berlin.
Geschrieben und produziert wurde das Lied in Eigenregie von Wolf Maahn. Als Studiomusiker wurden Tobias Becker und Paco Saval am Keyboard sowie Axel Heilhecker an der Gitarre engagiert.
Auf dem Frontcover der Single sind – vor einem schwarz-weiß verschwommenen Hintergrund – lediglich die Künstlerangabe und der Titel zu sehen.

## Veröffentlichung und Promotion
Die Erstveröffentlichung von Tschernobyl (Das letzte Signal) erfolgte als Single am 26. Juni 1986 (Katalognummer: 1C 016 20 1386 7). Diese erschien als 7″-Single durch das Musiklabel Chlodwig Records. Der Vertrieb erfolgte durch EMI Electrola. Während sich auf der A-Seite die bekannte Radio- und TV-Version des Liedes befindet, findet sich auf der B-Seite ein zweiter Teil wieder. Im selben Jahr erschien auch eine 12″-Single, die je eine erweiterte Fassung der beiden Versionen zu Tschernobyl (Das letzte Signal) beinhaltet.
Um das Lied zu bewerben, erfolgte ein Liveauftritt vor 120.000 Menschen beim Anti-WAAhnsinns-Festival am 26. Juli 1986. Darüber hinaus trat Maahn in der ZDF-Hitparade vom 17. September 1986 auf. Hierbei wurde er im Chor nicht von den Studiosängern, sondern den anderen auftretenden Künstlern wie den Ace Cats, Wolfgang Ambros oder auch Drafi Deutscher unterstützt. Aufgrund von Maahns kritischen Aussagen gegenüber der deutschen Nuklearindustrie wurde das Lied von den meisten Radiostationen boykottiert, eine der wenigen Ausnahmen war RIAS 2.

## Inhalt
| „Oohoho Tschernobyl. Das letzte Signal vor dem Overkill. Heh, heh, stoppt die AKW’s! Heh!“ – Refrain, Originalauszug | Der Liedtext zu Tschernobyl (Das letzte Signal) ist in deutscher Sprache verfasst. Sowohl die Musik, als auch der Text, wurden von Wolf Maahn geschrieben beziehungsweise komponiert. Musikalisch bewegt sich das Lied im Bereich der elektronischen Popmusik, stilistisch im Bereich des Synthiepops. Inhaltlich setzt sich Maahn in dem Lied mit der Nuklearkatastrophe von Tschernobyl auseinander. Er zeigt unter anderem in Folgen auf („Die Rede ist von dem ersten sogenannten Super-GAU […] der ganz Europa in einem noch nicht abzusehenden Maße radioaktiv verseucht hat“), beklagt das Nichtstun der Politik und fordert den Umstieg auf Erneuerbare Energien („Kanzler und Parteichefs setzen weiter auf Atom. Lassen Sonne, Wind und Wasser ungenutzt um uns herum“). Maahn selbst beschrieb das Stück als Protestlied. Es sei eine musikalische und verbale Notwehr gegen eine Technologie, die schon zu diesem Zeitpunkt entsetzliche Folgen zeige. Selbst die besten Argumente der überzeugtesten Atombefürworter könne er angesichts dessen nur noch als Hohn oder Scheuklappendenken empfinden. Die Kompetenz derer, die behaupten, diese Energie im Griff zu haben, scheine ihm vergleichbar mit der eines fünfjährigen Kleinkindes vor einem Gasherd. Die Art und Weise wie man hierzulande mittlerweile mit Kritikern der Atompolitik verfahre, der Versuch, diese zunehmend zu kriminalisieren, erinnere ihn an die Verfahrensweise totalitärer Staaten. |

Aufgebaut ist das Lied auf drei Strophen und einem Refrain und erinnert an eine Klimax. Es beginnt zunächst mit der ersten Strophe, die von Maahn in einer Art Sprechgesang dargeboten wird. In dieser geht es um die Ausbeutung und Zerstörung der Natur sowie den Super-GAU in Tschernobyl. An die erste Strophe schließt sich erstmals der Refrain an. Der gleiche Aufbau wiederholt sich mit der zweiten und dritten Strophe. In der zweiten Strophe besingt Maahn die Folgen des Super-GAUs, und in der dritten Strophe äußert er seine Kritik der Politik gegenüber. Nach der dritten Strophe endet das Lied mit dem sich mehrfach wiederholenden Refrain.
Den ersten Refrain singt Maahn noch weitestgehend alleine, gegen Ende steigt ein erster Chor mit ein, der sogenannte Unterstützungs-Chor, mit dem er fortan zusammen den Refrain mehrfach interpretiert. Am Ende singt zusätzlich ein Kinderchor mit. Der Unterstützungs-Chor besteht aus: Tommy Engel, Marian Gold, Herbert Grönemeyer, Anne Haigis, Klaus Lage, Henni Nachtsheim, Wolfgang Niedecken und Sabine Speisekorn. Als Kinderchor engagierte man die Klasse 5c des Lise-Meitner-Gymnasiums in Leverkusen.

## Musikvideo
Das Musikvideo erschien wie die Single im Jahr 1986. Dieses lässt sich in zwei Abschnitte unterteilen. Während den ersten zwei Dritteln sind im Wechsel Naturimpressionen, Bilder aus Tschernobyl sowie Maahn bei den Studioaufnahmen zu sehen. Im letzten Drittel sieht man hauptsächlich Maahn und seine Begleitsänger bei den Studioaufnahmen. Maahn trägt bei den Aufnahmen ein weißes T-Shirt mit der Aufschrift: „Lasst uns leben! Stoppt die AKW“. Das Video endet mit einer Nahaufnahme auf eines der Kinder des Chors, die ebenfalls dieses T-Shirt trägt. Die Gesamtlänge des Videos beträgt 4:49 Minuten. Der Schnitt erfolgte durch den Kölner Filmproduzenten Gerd Haag.

## Mitwirkende
| Liedproduktion - Tobias Becker: Keyboard - Tommy Engel: Begleitgesang - Marian Gold: Begleitgesang - Herbert Grönemeyer: Begleitgesang - Anne Haigis: Begleitgesang - Axel Heilhecker: Gitarre - Klaus Lage: Begleitgesang - Wolf Maahn: Gesang, Komponist, Liedtexter, Musikproduzent - Henni Nachtsheim: Begleitgesang - Wolfgang Niedecken: Begleitgesang - Paco Saval: Keyboard - Sabine Speisekorn: Begleitgesang | Musikvideo - Gerd Haag: Filmeditor Unternehmen - Chlodwig Records: Musiklabel - EMI Electrola: Vertrieb |

## Rezeption

### Rezensionen
Harald Schumann von der taz betitelte das Stück in der Sonderausgabe zum 30. taz-Geburtstag als „schlechtesten Protestsong aller Zeiten“.
Martin Unfried vom Fairkehr-Magazin ist der Meinung, das der Reim im Refrain in der Tat ein bisschen weh täte, doch Maahn habe in den Tagen nach der Tschernobyl-Katastrophe zumindest zum Mitsingen animiert.
Andreas Conrad vom Berliner Tagesspiegel beschrieb Tschernobyl (Das letzte Signal) als ein Stück in bester „Atomkraft? Nein danke“-Tradition.
Die deutschsprachige Ausgabe des Rolling Stone ist der Meinung, dass Tschernobyl (Das letzte Signal) an Tears for Fears angelehnt sei. Das Lied rangiere mit seinem „spektakulär gereimten“ Refrain auch im Jahr 2014 noch „ganz weit oben“ in der Hitliste der „eher diskutablen“ Protestlieder.

### Charts und Chartplatzierungen
Tschernobyl (Das letzte Signal) stieg erstmals am 1. September 1986 auf Rang 30 der deutschen Singlecharts ein. Seine beste Chartnotierung erreichte das Lied zwei Wochen später, in der Chartwoche vom 15. September 1986, mit Rang 24. Die Single konnte sich zehn Wochen in den deutschen Charts platzieren, letztmals in der Chartwoche vom 3. November 1986. In der Chartwoche vom 6. Oktober 1986 war Tschernobyl (Das letzte Signal) das erfolgreichste deutschsprachige Lied in den Charts, obwohl es in dieser Woche lediglich Rang 31 belegte.
Für Maahn als Interpret war dies nach Nackt im Wind (1985) und Fieber (1985) der dritte Charthit in Deutschland. Keine Single von ihm konnte sich länger in den Charts platzieren (Nackt im Wind ebenfalls zehn Wochen). In seiner Autorentätigkeit erreichte er hiermit nach Monopoli (1985, Klaus Lage Band) und Fieber ebenfalls zum dritten Mal die deutschen Charts, als Produzent platzierte er mit Tschernobyl (Das letzte Signal) bereits seine achte Single in den deutschen Charts.
Tommy Engel erreichte hiermit erstmals als Interpret die deutschen Singlecharts, ihm gelang nochmals im Jahr 2007 mit Du bes Kölle! ein Charthit, allerdings konnte dieser nicht an den Erfolg von Tschernobyl (Das letzte Signal) anknüpfen. Für Herbert Grönemeyer ist dies der sechste Charterfolg als Interpret in Deutschland. Anne Haigis erreichte hiermit nach Freundin (1985, Rang 55) zum zweiten und letzten Mal die deutschen Singlecharts als Interpretin. Für Klaus Lage als Interpret avancierte Tschernobyl (Das letzte Signal) zum siebten Charthit. Wolfgang Niedecken erreichte hiermit erstmals abseits seiner Band BAP, als Solointerpret, die deutschen Singlecharts. Dies gelang ihm später noch mit Maat et joot (1987, Rang 47), Ich will dich (1995, Rang 80), It’s So Easy (2003, Rang 92) und Do They Know It’s Christmas? (2014, Rang 1). Für Marian Gold als Solointerpret, Henni Nachtsheim und Sabine Speisekorn avancierte das Lied zum einzigen Charthit in der Karriere.